# 阿夫拉姆·戴維森
阿夫拉姆·戴維森（Avram Davidson，1923年4月23日—1993年5月8日）是美國奇幻小說，科幻小說和犯罪小說作家。
阿夫拉姆·戴維森曾贏得雨果獎和三屆世界奇幻獎，世界奇幻終身成就獎 ，也曾獲埃勒里·奎因推理雜誌短篇小說獎（Ellery Queen's Mystery Magazine）和埃德加獎。戴維森最後一部小說《The Boss in the Wall: A Treatise on the House Devil》由Grania Davis完成，也入圍1998年星雲獎。科幻小說百科全書說“他或許是最明確的科幻文學作家“。

## 外部連結
- The Avram Davidson Website
- Bactra Review （页面存档备份，存于） – a brief appreciation of Davidson
- 網路推理小說資料庫上的Avram Davidson
- Biography from Embiid Publishing （页面存档备份，存于）